# Oberarnbach
Oberarnbach est une municipalité de la Verbandsgemeinde Landstuhl, dans l'arrondissement de Kaiserslautern, en Rhénanie-Palatinat, dans l'ouest de l'Allemagne.

## Références

Localisation de Oberarnbach dans la Verbandsgemeide et dans l'arrondissement